# ヘンドラワン
ヘンドラワン（英語: Hendrawan、1972年6月27日 - ）は、インドネシアのバドミントン選手。

## 概要
幼いころからバドミントン好きの父の影響を受け、バドミントンに熱中する。
1993年、21歳のヘンドラワンはフランスオープンで初めて優勝する。
彼は2000年頃まで、個人種目で目立った成績を残すことはなかったが、トマス杯では常にエースとして出場し、インドネシアを何度も危機から救い、優勝へ導いた。
シドニーオリンピックでは、決勝まで進むが、銀メダルにとどまる。
2001年の世界選手権では優勝し、念願の世界チャンピオンの座を手にした。
引退後はインドネシアナショナルチームでコーチとしてを務めている。

## プレースタイル
- 典型的な守備重視選手で、粘り強いレシーブと正確なネットプレーで相手の体力を消耗させてカウンターに転じる。多くのトップ選手が彼の粘り強いプレースタイルに手を焼いた。
- 特筆すべきエースショットは無いものの、小柄な体躯を逆に生かした軽やかなフットワークは非常に安定しており、またラケットワークも巧みで、幾つもの技の引き出しを持っている。